# 勃根地十字旗

勃艮第十字

勃艮第十字旗

勃艮第十字旗（西班牙語：Cruz de Borgoña），其起源能追溯回十五世紀早期（據傳能追溯到1408年），於百年戰爭中與英格蘭結盟並宣稱擁有法蘭西王國的王位繼承權的勃艮第公爵。爾後在1506-1701年間被西班牙用作其海軍軍艦旗，且在1843年以前一直作為陸軍軍旗使用，且至今仍能見於西班牙的軍服配色、徽章、肩章，以及連隊旗幟上。理論上認為其最早從1506年起便被西班牙使用，出現於腓力一世的勃艮第人護衛隊使用的旗幟上，然而1525年被認為可能是個更準確的年份。其設計為一白底的紅色的聖安德魯十字，像一對交叉的，被粗糙修剪過的樹枝。

## 歷史
其象徵聖安得魯被處刑時的X型十字架。而腓力一世在與卡斯提爾的胡安娜結婚後，選擇了這面旗作為紀念其母—勃艮第的瑪莉及其族系的象徵。自神聖羅馬帝國皇帝查理五世（西班牙的卡洛斯一世）起，各方不同的軍隊都曾使用不同底色的勃艮第十字旗。然而，正式被認可的旗幟仍舊只有白底。從波旁的腓力五世（1700–1746年）一直到卡洛斯三世在1785年頒布紅-黃-紅軍艦旗為止，這段期間西班牙海軍軍艦旗似乎曾是在中央印有皇家徽章的白底旗幟。而據稱勃根地旗幟在那時仍舊被作為輔助的旗幟使用。
勃根地十字後來又被卡洛斯主義者在與伊莎贝拉二世間的王位繼承戰爭中使用。不過在第一次卡洛斯戰爭（1833–1840年）中，在使用勃根地旗幟的卻是攝政女王的常備軍而非卡洛斯軍。1843年以後，勃艮第十字繼續出現在西班牙的紅黃陸軍旗上，在陸軍的卡斯提爾及里昂四分盾形紋章之後。而最終，在Manuel Fal Conde的領導下，在1934年卡洛斯軍將勃艮第十字作為了他們的旗幟。

## 西班牙海外帝國
在西班牙殖民美洲時，勃艮第十字被作為新大陸總督的旗幟（Bandera de Ultramar）使用。而今天，那些曾經是西班牙殖民地的國家將其視為一面具歷史意義的旗幟，被用於博物館的展覽中，及那些在十七、十八世紀所建築的岸防要塞的遺址上。在波多黎各的聖胡安國家古蹟及佛羅里達的聖馬科斯堡，勃艮第十字旗日復一日的飄揚在這些當年西班牙人建來保護其殖民地交通的要塞上。這飄揚的旗幟時時刻刻提醒著今天的人們，西班牙及其軍事力量叱吒風雲的四百多年歷史對今天的影響。

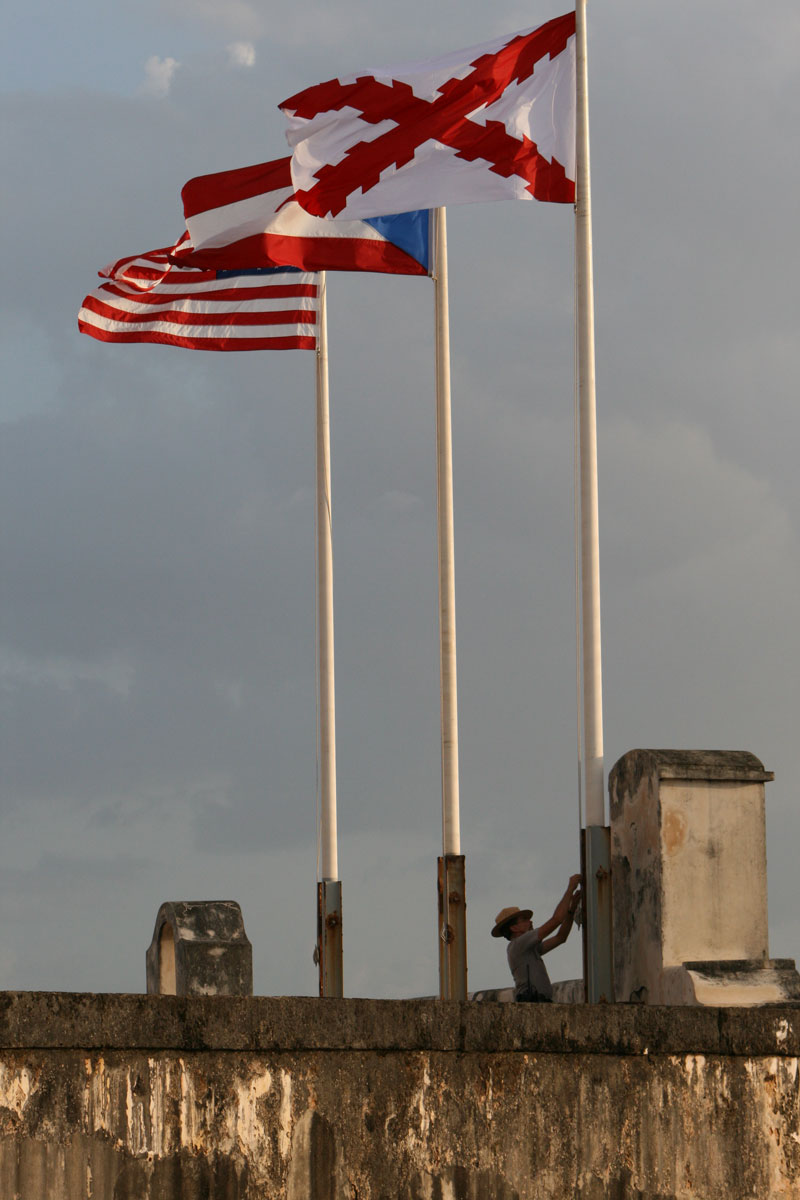
聖克里斯托瓦爾堡
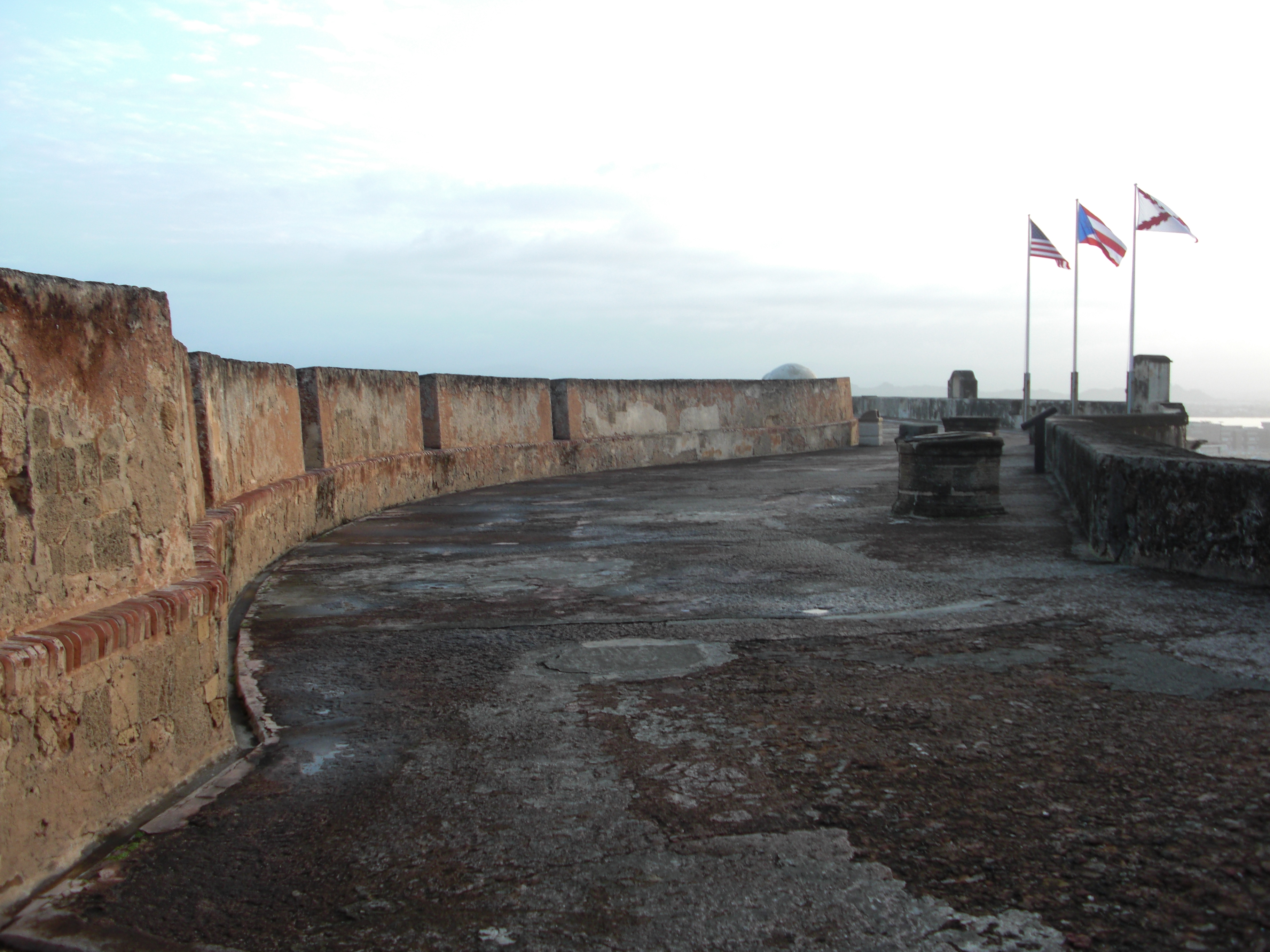
勃艮第十字旗與波多黎各邦旗及美國國旗並列於聖克里斯托瓦爾堡（英语：Castillo San Cristóbal (San Juan)）
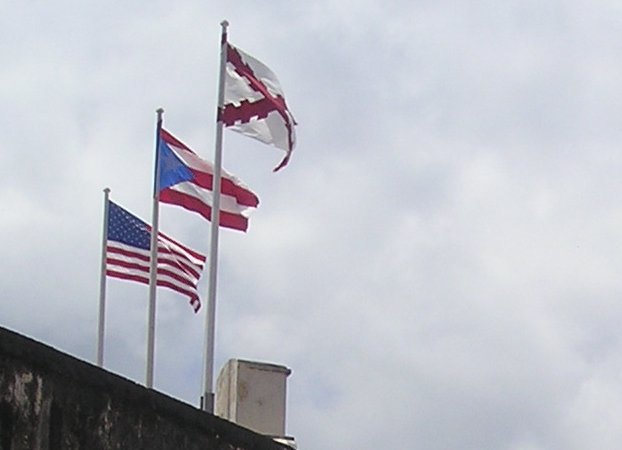
聖克里斯托瓦爾堡
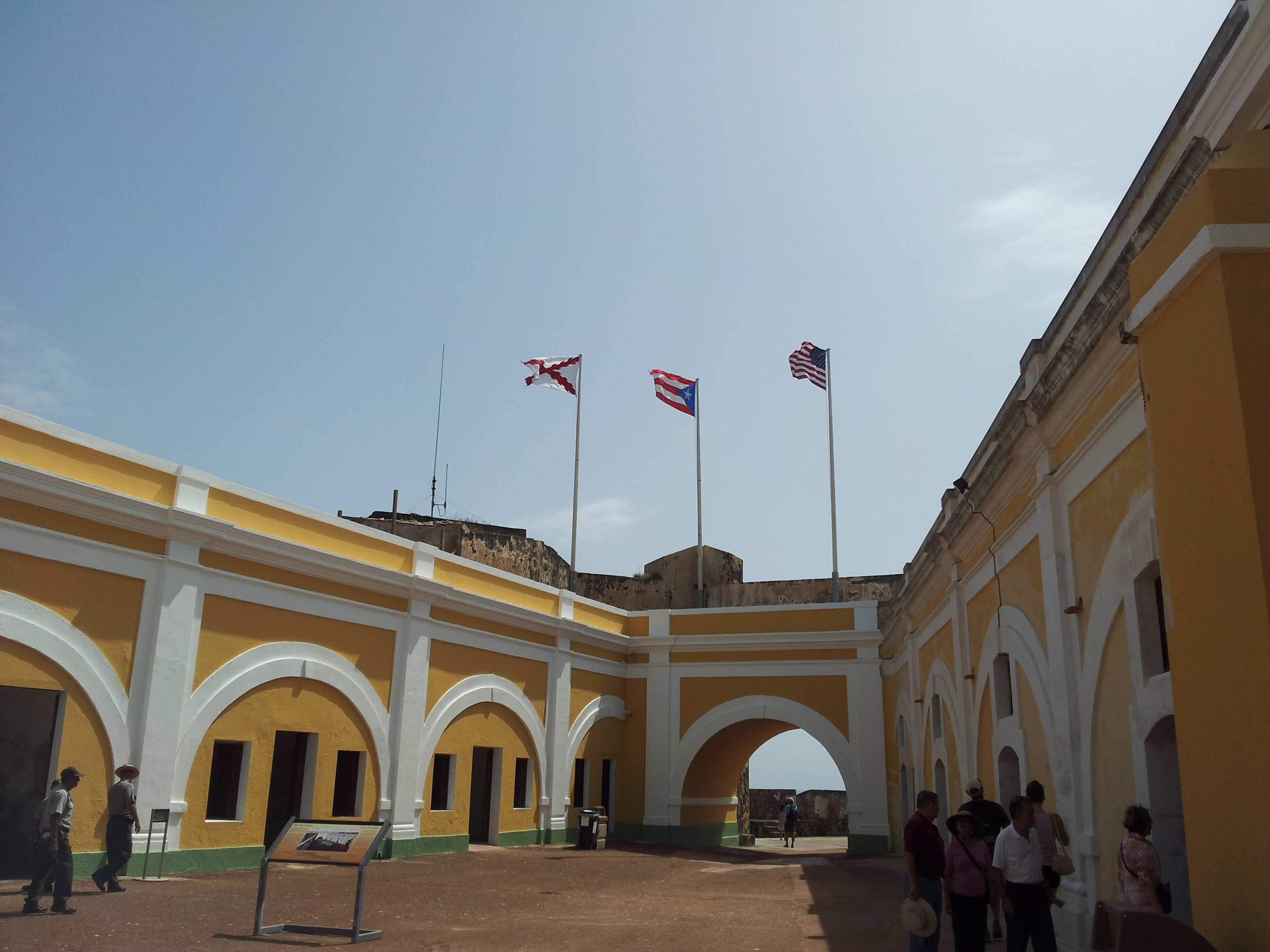
聖費利佩海角城堡
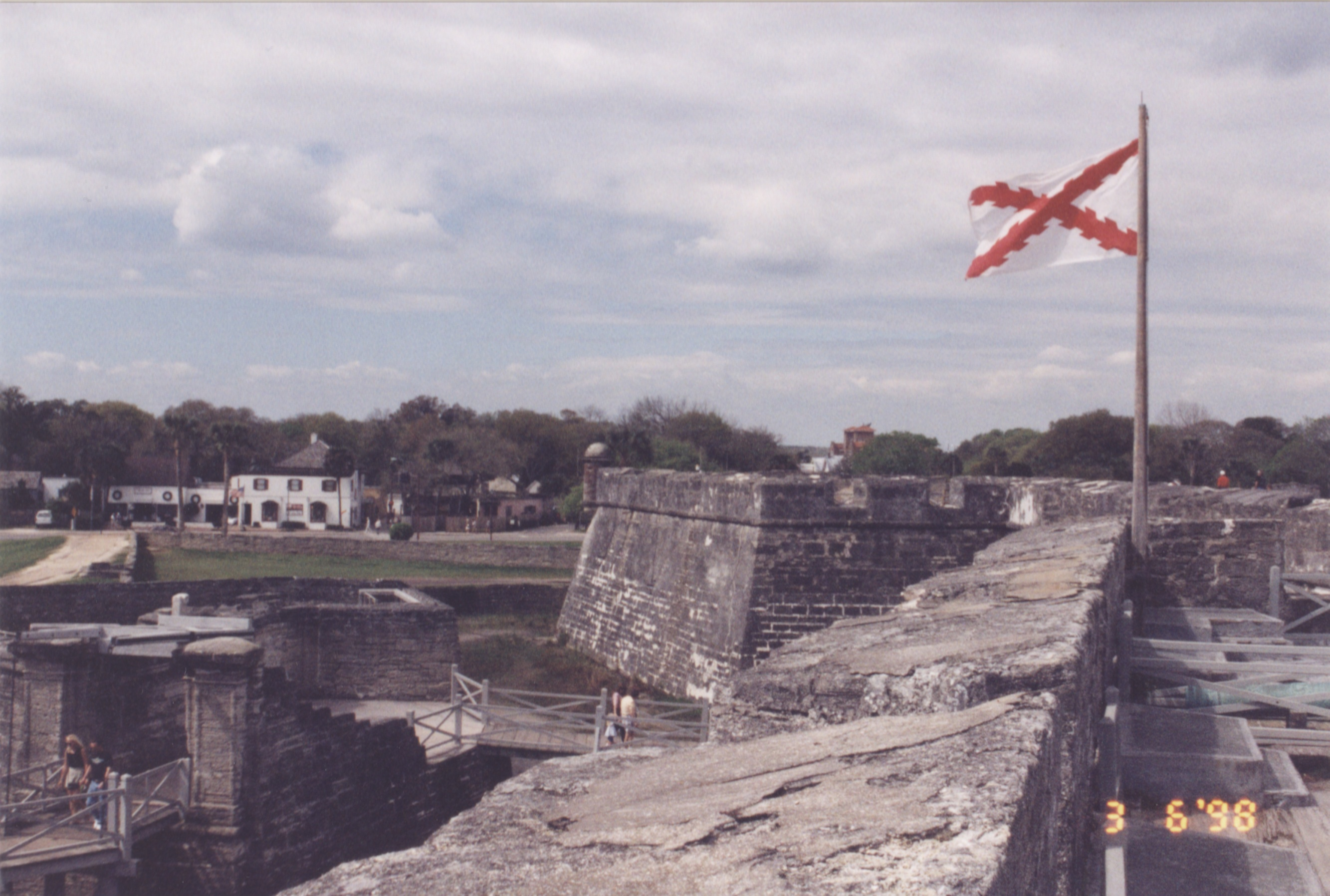
聖馬科斯堡

## 歷史上及當今的使用

西班牙Tercios Morados Viejos师的旗帜

勃艮第十字持續的以不同的配色、與不同的紋章相結合，並出現在歷史上諸多不同的旗幟及盾形徽章上，被彼此間沒有關係的許多團體所使用。大多數使用者都與歷史上的勃艮第公國有著直接或間接的關聯，然而這樣的關係有時是十分含糊的，且在歷史的洪流之中消逝殆盡了。
- 西班牙
- 法國
- 比利时及奥属尼德兰
- 荷蘭
- 美国
- 南非

|                            |                            |                                                              |                                             |                                                 |                                                |
| 西班牙王徽 （1700–1761年） | 西班牙王徽 （1761–1843年） | 西班牙国徽 （1843–1868年, 1874–1931年） 与皇家军队盾徽有差异 | 西班牙国徽 （1871/1873年） 阿玛迪奥一世时期 | 西班牙国徽 （1874–1931年） 与国民军队盾徽有差异 | 西班牙王徽 （1974–2014年） 胡安·卡洛斯一世时期 |

## 相似的旗帜

智利瓦尔迪维亚市旗
美国佛罗里达州州旗
美国亚拉巴马州州旗
西班牙洛格罗尼奥市旗
巴斯克自治區基普斯夸省富恩特拉维亚市旗
上海公共租界工部局旗

## 外部連結
- Flags of the World （页面存档备份，存于）
- GeorgiaInfo